# Leptopholcus toma
Leptopholcus toma is een spinnensoort uit de familie trilspinnen (Pholcidae). De soort komt voor op Hispaniola. 